# Igreja de Nossa Senhora do Amparo (Olinda)
A Igreja de Nossa Senhora do Amparo é uma igreja localizada na cidade de Olinda, no estado de Pernambuco, mais precisamente no Largo do Amparo.
Foi erguida em 1613 e reedificada em 1644 após ser parcialmente destruída por um incêndio causado pelos holandeses, mas os trabalhos continuaram até o fim do século XVIII, quando assumiu sua conformação barroca definitiva, e de fato ela jamais foi inteiramente concluída. Possui grande valor cultural e em seus altares se destacam as belas talhas douradas.